# 加藤製作所
株式会社加藤製作所，簡稱加藤制作所，是一家日本的重型機械製造公司。

## 營運歷程
1895年，个人企业加藤铁工所成立。
1923年，开始制造铁道用内燃机和机动车，並成为大日本帝國铁道部指定生产企业。
1935年，重组成立株式会社加藤制作所。
1938年，开始生产发动机、拖拉机、压路机和起重机等。
1959年，开始生产液压汽车起重机和钻机。
1963年，开始生产路面清扫车及纸板排水机。
1967年，开始生产全液压式挖掘机。
1969年，發表大型全液压式汽车起重机 NK-750 JUMBO。
1970年，公司股票在东京证券交易所第一部上市。
1980年，开始生产越野轮胎起重机。
1987年，发表全路面起重机KA-800。
1995年，加藤制作所创立100周年；完成NK-5000（500吨）汽车起重机。
1998年，通过ISO9001认证；发表全路面起重机KA-900。
2004年，加藤公康就任社长；发表越野轮胎起重机MR-130。
2005年，发表越野轮胎式起重机SL-650R。
2006年，加藤（中国）工程机械有限公司投入运作。
2007年，发表液压式挖掘机REGZAM V系列。
2008年，SL-700R, SL-600R四轴越野轮胎式起重机開始銷售。
2010年，REGZAM R系列液压式挖掘机開始銷售。
2011年，发表全路面起重机KA-4000R(400吨)。

## 主要產品
- 移动式起重机: 全液压式汽车起重机、越野轮胎起重机、全路面起重机和随车起重机
- 工程机械: 液压挖掘机、钻机
- 工业设备: 真空吸入式路面清扫车、动力真空万能吸引车、扫雪车[2]

## 子公司
- 加藤（中国）工程机械有限公司: 于2004年2月由日本母公司独资成立，主要生產全液压式挖掘机，工廠位於江苏省昆山市经济技术开发区华扬科学工业园区。[3]